# NGC 5384
NGC 5384 ist eine Linsenförmige Galaxie vom Hubble-Typ S0 im Sternbild Jungfrau. Sie ist schätzungsweise 227 Millionen Lichtjahre von der Milchstraße entfernt und hat einen Durchmesser von etwa 100.000 Lj.
Das Objekt wurde am 8. Mai 1864 von dem deutschen Astronomen Albert Marth entdeckt.